# 桓怡
桓怡，东晋、桓楚官员，出自龙亢桓氏，桓沖最小的儿子。
桓冲七子：桓嗣、桓谦、桓脩、桓崇、桓弘、桓羡、桓怡。桓怡其堂兄桓玄在大亨二年十二月（404年1月），接受晋安帝禅让，建立桓楚王朝，封桓怡为临原王。次年，刘裕诛灭桓玄，晋安帝复位，桓怡和二哥卫将军、新安王桓谦、雍州刺史桓蔚、左卫将军桓谧、中书令桓胤、将军何澹之等投奔后秦姚兴。桓谦在义熙六年（410年）攻打东晋江陵时阵亡。桓怡结局不详，义熙十三年（417年），刘裕灭后秦，桓温的孙子桓道度、桓道子和桓谧、桓璲等族人逃入北魏，史书没有提及此时桓怡是否在世。